# Tjuvjakt

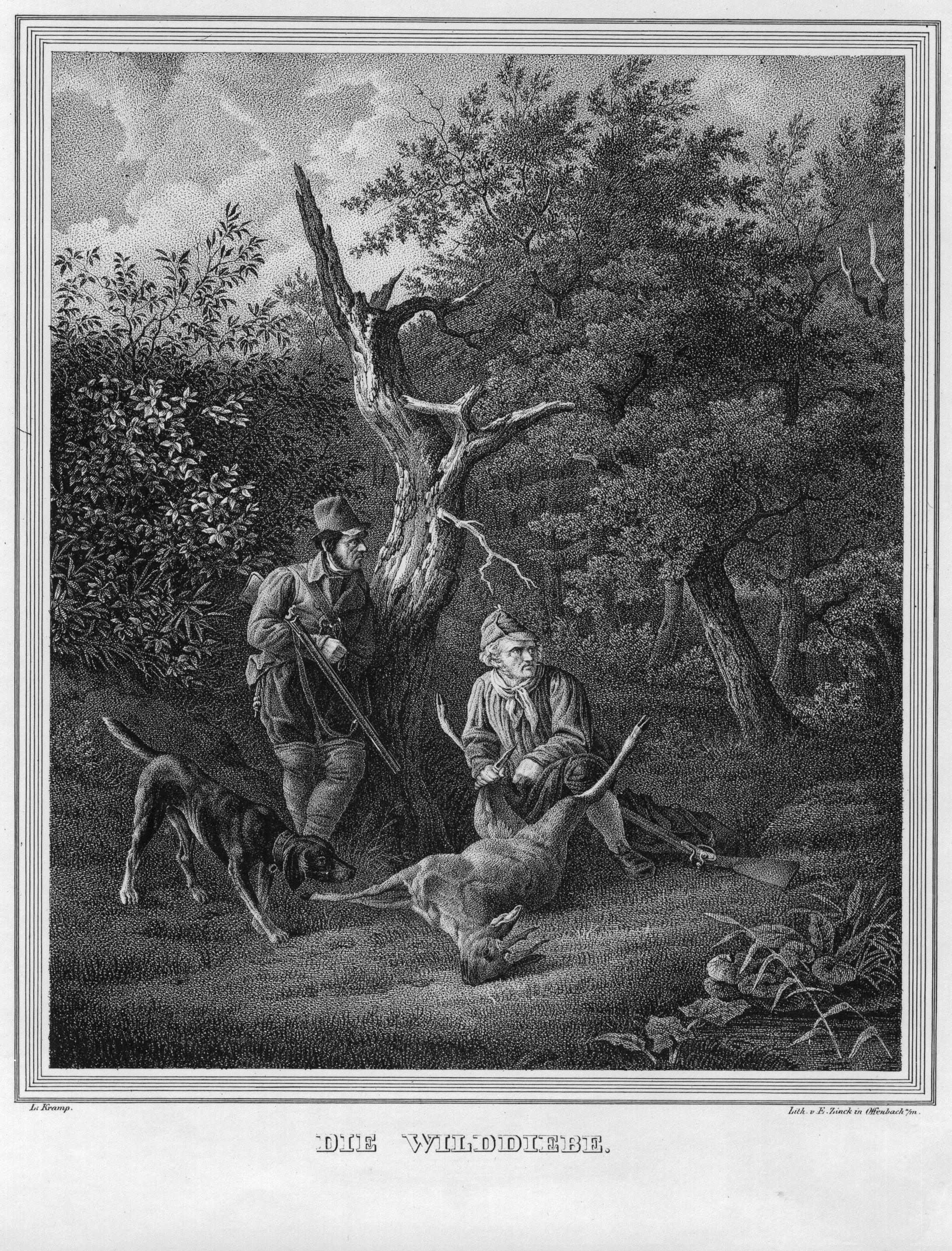
Die Wilddiebe, Louis Kramp ca 1830, Litografi.

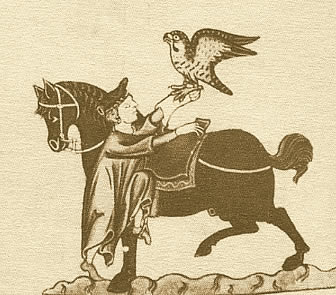
De arte venandi cum avibus, Fredrik II, 1248.

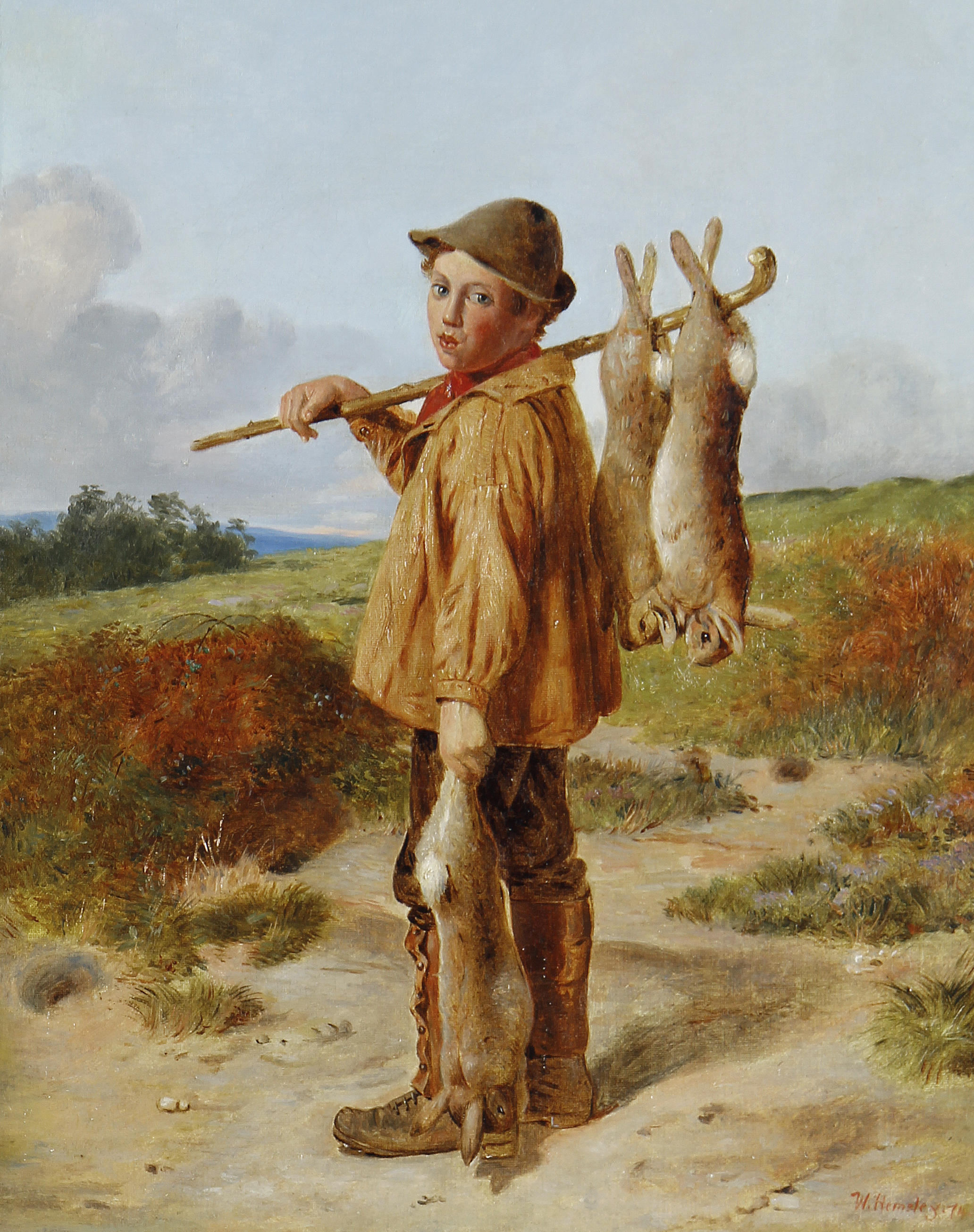
The young poacher, William Hemsley, 1874.

Tjuvjakt eller tjuvskytte, i viss mån även krypskytte (jämför danska: krybskydning, norska: krypskyting), syftar på illegal jakt av djur. Det bedrivs oftast i kommersiella syften på en illegal marknad där pengarna är stora. Till exempel är noshörningshorn många gånger mer värt än guld.
Vilka former av jakt som är att anse som illegal jakt, och som därmed kan anses utgöra ett brott, är beroende av respektive stats rättsordning, och har även skiftat genom historien. Frågan om rätten att jaga har setts som en symbol för förhållanden i samhället vilka har ansetts som kontroversiella, detta var fallet i synnerhet under ståndssamhällets tid. 

## Historia
Vad som skall anses som illegal jakt har ibland varit mycket kontroversiellt. Som exempel kan nämnas den franska lagen av 26 mars 1798 då jordegendomarna befriades från all främmande jakträtt och nationalförsamlingens beslut den 4 augusti 1789 då det feodala systemet avskaffades.
I svensk rätt kan man framhålla Gustav III:s kungliga förordning den 21 februari 1789 då skattebönderna återfick sin förlorade jakträtt, en rätt som senare bekräftades och bestämdes noggrannare genom den kungliga jaktstadgan den 13 april 1808. Här kan man jämföra med Förenings- och säkerhetsakten.
Som ett exempel på betydelsen för den vidare rättsutvecklingen vilken aktualiserades i samband med ett fall som rörde påstått tjuvjakt kan Ludvig IX av Frankrike agerande framhållas. Enguerrand IV de Coucy avrättade 1256 tre personer utan rättegång, som han ansåg skulle ha tjuvjagat på hans mark. Ludvig IX av Frankrike lät arrestera honom, och han dömdes att betala 12,000 livres, vilket delvis bekostade mässor för de män som hade blivit hängda. Ludvig IX vägrade att delta i en envig med Enguerrand IV, då han ansåg att denna form av rättsskipning var obsolet. Ludvig IX:s agerande mot Enguerrand IV, vilken utan lagligt stöd hade bestraffat förmenta tjuvjägare, har setts som betydelsefullt i utveckling av rättsstatens ideal.
Efter den normandiska erövringen av England förändrades den engelska rätten rörande tjuvjakt på ett betydande sätt kom att avvika i förhållande till common law.

## Tjuvjakt i modern tid
Som en följd av tjuvjakten har många djurarter blivit utrotningshotade. Snöleoparden är en av dem. Dess ben används, precis som tigerns, vid tillverkning av naturmedicin, samtidigt som pälsen är populär för sina vackra mönster. Asiatisk elefant och den sydamerikanska lejontamarinen (även kallad lejonapa) är andra exempel på utrotningshotade djurarter. Enligt miljöexperterna The Eco Experts är över 3000 däggdjursarter för närvarande utrotningshotade. Alla hotas däremot inte av tjuvjakt. Förstörelse av arternas livsmiljöer är en annan bidragande faktor.
Den kanske mest omtalade tjuvjakten är den som rör elfenben. Runt 20 000 elefanter dödas i tjuvjakt varje år. I nationalparken Selous i södra Tanzania sjönk antalet elefanter med 90 % mellan 1976 och 2013. I ett större perspektiv riskerar den afrikanska elefanten att om tjuvjakten på elfenben inte minskar att bara finnas kvar i 6-8 länder omkring början på 2030-talet, jämfört med i omkring 30 länder i början på 2000-talet.
I Sverige är framförallt järv, varg, björn och lodjur särskilt utsatta för tjuvjakt. I Jokkmokks kommun i Norrbotten dödas nio av tio järvhanar i tjuvjakt. Det finns idag runt 500 kvar i Sverige. Vargjakten har varit debatterad under en längre tid. Den senaste inventeringsperioden från 2016/17 visade att det finns cirka 355 vargar kvar i Sverige.

## Jägarens samhällsställning
I samband med feodalismen kom rätten att jaga att ses som ett privilegium för adeln. De ofrälse som ändå jagade ansågs utöva tjuvjakt, även om de ägde marken och jakten utövades på ett i övrigt accepterat sätt. Denna ridderskapets rättighet benämndes jaktregale.

## Äganderätt
I flera rättsordningar är rätten att jaga knuten till äganderätten till den fastighet på vilken jakten utövas. Det kan dock vara möjligt att genom civilrättsliga avtal överlåta nyttjanderätten genom jaktarrende, vilket är en form av arrendeavtal som är tidsbegränsade, eller permanent, vilket kan ske i form av ett servitut.
Den som utan att inneha jakträtten till en fastighet ändå bedriver jakt där kan anses bedriva tjuvjakt på fast egendom. Då det gäller naturreservat och nationalpark torde, enligt de flesta staters rättsordningar, sådan rådighetsinskränkning föreligga att utövandet av jakträtt ej är möjligt.

## Djurart
Olika regler kan gälla för vad som är att anse som tjuvjakt beroende på vilken djurart jakten avser. Således har skilda regler gällt för högvilt, småvilt och skadedjur. Högviltet kan sägas ha varit det vilt som har åtnjutit högst status och vars jakt har kringgärdats av flest restriktioner.
Den som befunnits skyldig till tjuvjakt på ett sådant djur har straffats svårare än den som har gjort sig skyldig till tjuvjakt mot annat vilt. Enligt svensk rätt gäller särskilda regler för statens vilt. Jakt på skadedjur har ibland ansetts vara en skyldighet att delta i och underlåtenhet därvidlag har medfört straffrättslig påföljd. En djurart som inte är tillåten för jakt är fridlyst.

## Tidpunkt
I ett betydande antal stater kan tidpunkten för jaktens bedrivande vara reglerad. Jakt som bedrivs vid en annan tidpunkt kan benämnas som tjuvjakt. Detta kan avse jakt utanför jaktsäsongen eller vid en tidpunkt på dygnet då jakt ej är tillåten. Skälen till inskränkningarna kan ha varit religiösa, exempelvis att jakt i flera kulturer inte har varit tillåten på särskilda vilodagar.
Med hänsyn till en alltmer ökat hänsynstagande till viltvårdsliga aspekter på jaktens utövande har begränsningar införts vilka förmodas befrämja viltets utveckling. Begränsningar att utöva jakt under tidpunkter på dygnet kan motiveras etiskt, även om vissa former av jakt av uppenbara skäl knappast kan utövas exempelvis nattetid så kan även eventuella eftersök avsevärt försvåras om skjutljuset inte är tillfredsställande.

## Metod
Det kan förekomma att vissa sätt att utöva jakt på även om jakten i sig är tillåten. Används ändå sådana metoder vid jakt som ej är tillåtna kan detta innebära att det då kan anse att ifrågavarande jakt skall anses kunna vara att benämna som tjuvjakt. Ett medvetet illegalt spridande av gift eller smittoämne har i svensk rätt benämnts som förgöring. Hänsyn till att djur inte skall riskera att utsättas för ett onödigt lidande torde ha medfört att vissa stater exempelvis har förbjudit jakt med pilbåge.
Enligt svensk rätt är det ej tillåtet att bedriva jakt från ett motordrivet fordon, ett förbud som kan motiveras med hänvisning till kulturella faktorer, och återspeglar etiska värderingar. Det har även förekommit att några jaktmetoder endast har varit tillåtna för vissa kategorier av utövare av jakt, falkenering var exempelvis understundom förbehållit frälset.

## Myndighets tillstånd
I flera stater föreligger det förvaltningsrättsliga regler för att utöva jakträtt; exempelvis kan det finnas skyldighet att ha någon form av jaktlicens. Den som utan att ha erhållit ett sådant tillstånd jagar kan således anses utöva tjuvjakt.

## Rättssociologiska aspekter på tjuvjakt
Inom rättssociologin har man fäst avseende på sociologiska faktorer vilka kan anses vara relevanta från ett kriminologiskt perspektiv på tjuvjakt. Sett från detta perspektiv har frågor som rör om huruvida jaktlagstiftningen uppfattas som legitim av de som berörs av denna lagstiftning vara av central betydelse för om denna lagstiftning skall efterlevas, eller negligeras, av dessa.

## Tjuvjakt i kulturen

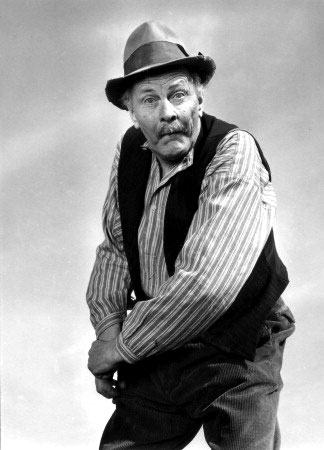
John Elfström som Åsa-Nisse.

- Robin Hood skall eventuellt ha varit en tjuvjägare.

- Den svenska litterära figurerna Åsa-Nisse och hans bäste vän Klabbarparn skildras som notoriska tjuvjägare.

- I Kjell Sundvalls filmer Jägarna och Jägarna 2 är handlingen uppbyggd kring tjuvjakt.